# ブラックスター -Theater Starless-
『ブラックスター -Theater Starless-』は、DONUTSより配信されているスマートフォン用ゲームアプリ。2019年9月10日サービス開始。基本プレイ無料でアイテム課金制。略称は『ブラスタ』。

## あらすじ
『黒く、塗りつぶせ。』
大都会の片隅にあるショーレストラン「Theater Starless」
そこでは毎夜、男性シンガーやパフォーマーたちの、エンターテイメントショーが上演されている。

ある日家のポストに入っていた詳細不明の黒いカード。そのカードを巡り、突然狙われ始めたあなた。
追っ手から逃げる最中、「Theater Starless」にたどり着く。華やかな世界の裏側に迷い込み、あなたは特別な客としてもてなされる。
横暴なオーナーへの反骨心を胸に、ステージに立つワルメンたち。
一癖も二癖もある彼らのさまざまな過去、現実、そして葛藤。
仲間としての想い、ライバルとしての対立。

ー華やかなステージの表と裏へようこそ
（※公式サイトより引用・改変）

## 登場人物

### Team K
ケイ
CV - 日野聡
Singer - 藤田玲
パフォーマー/シンガー
傲慢なポラリス。絶対的王者として君臨するスーパーパフォーマー。目的のためには手段を選ばず他人を信用しない。
誕生日は1995年9月6日。
身長181cm、体重70kg。
銀星
CV - 小林裕介
パフォーマー
忠実なナンバー2。常に誰かを信奉している忠実なナンバー2タイプ。ホストだと勘違いされるのは悩みの種。スターレス最初期メンバーの一人。
誕生日は1992年10月11日。
身長174cm、体重61kg。
夜光
CV - 河西健吾
Singer - 松本明人
パフォーマー/シンガー
負けず嫌いなイマドキ男子。明るいイマドキ大学生。大抵の事をソツなくこなす。相手にできたことを自分ができないのは悔しい。特に真珠と確執がある。
2021年4月1日就職を機にスターレスのキャストを辞める。だが２周年公演をきっかけにパフォーマー兼シンガーとして復帰。
誕生日は1998年7月31日。
身長168cm、体重64kg。
ソテツ
CV - 竹内良太
パフォーマー
好奇心旺盛な一匹狼。おおらかで、人とよく話すが群れることはない。黒曜との喧嘩をきっかけにスターレスに加入した。
誕生日は1994年3月9日。
身長182cm、体重80kg。
ギィ
CV - 石川界人
パフォーマー
マスターを待つ犬。言葉少なく無感情系。運動能力がとびぬけて高い。マスターと呼ぶ人物の迎えを待ち続けている。
誕生日は2000年10月31日。
身長176cm、体重54kg。
吉野
CV - 田丸篤志
Singer - 齋藤知輝(Academic BANANA)
シンガー
臆病なシンガー。気弱でプレッシャーに弱い童顔シンガー。一人での練習は上手いが全体練習では失敗しがち。
誕生日は1994年1月5日。
身長162cm、体重45kg。

### Team W
黒曜
CV - 近藤隆
パフォーマー
ワイルドな無頼漢。見た目も言動も荒いが人望厚く、仲間に慕われる男。スターレス最初期メンバーの一人。
誕生日は1994年4月20日。
身長185cm、体重80kg。
晶
CV - 沖野晃司
Singer - 小林太郎
シンガー
チャラい態度の本格派で女の子大好きなウェイ系シンガー。常にへらへらとしており何に対しても適当に流す。スターレス最初期メンバーの一人。
誕生日は1993年11月29日。
身長176cm、体重68kg。
シン
CV - 津田健次郎
パフォーマー
怪奇系・インテリ風。不気味で意味深な言葉を操る大男。チェスが趣味。熱心な読書家。
誕生日は1987年5月7日。
身長190cm、体重84kg。
鷹見
CV - 新垣樽助
パフォーマー
よくできた「大人」。気遣いが上手で周囲からも頼られやすいお兄さんタイプ。スターレスには後から参加する。
誕生日は1992年6月6日。
身長172cm、体重65kg。
大牙
CV - 秋谷啓斗
パフォーマー
やる気のないエンジニア。いつも気だるげなITオタク。エンジニアらしく物事を効率重視で考えている。楽するために(瞬間)全力を尽くすタイプ。
誕生日は1995年12月12日。
身長171cm、体重62kg。

### Team P
リンドウ
CV - 中島ヨシキ
Singer - あじっこ
パフォーマー/シンガー
地に堕ちたアイドル。凛とした佇まいの元アイドル。人当たりは柔らかく、責任感が強い。
誕生日は1997年12月25日。
身長175cm、体重58kg。
メノウ
CV - 斉藤壮馬
パフォーマー
ステージでは別人。いつも眠たげ、温泉大好き。ステージで演技するのが生き甲斐で舞台に立つと別人のようになる。スターレス最初期メンバーの一人。
誕生日は1998年1月26日。
身長166cm、体重57kg。
真珠
CV - 逢坂良太
Singer - スタンガン
パフォーマー/シンガー
極貧元気アイドル。明るく元気な元アイドル。常に前向きな働き者。わりといつも走っている。
誕生日は2000年3月31日。
身長176.5cm、体重62kg。
マイカ
CV - 村瀬歩
Singer - kradness
シンガー
不機嫌な美人。美しい声と容姿を持つツンデレシンガー。美人の認識はあるものの外見で判断されるのを嫌う。
誕生日は1994年11月16日。
身長168cm、体重49kg。
ネコメ
CV - 羽多野渉
失踪していたスターレス最初期メンバーの一人。謎の多い軽薄な男。大牙の兄でもある。現在はチームPに暫定で加入。
誕生日は1994年11月2日。
身長181cm、体重72.8kg。

### Team B
ミズキ
CV - 岡本信彦
パフォーマー
乱暴な狂犬。繁華街で生まれた生粋の裏路地キッズ。現状に不満を抱えている。
誕生日は2000年4月2日。
身長173kg、体重61kg。
リコ
CV - 小笠原仁
パフォーマー
ナル系・元ホスト。自己愛と自己主張が強い元ホスト。新オーナーからの紹介でスターレスに参加する。
誕生日は1997年8月21日。
身長179cm、体重65kg。
ヒース
CV - 井出卓也
MC - Takuya IDE
MC
体力不足の病弱シンガー。タロットカードをいじっている不思議系キャラ。エネルギーのほとんどを歌うことに費やすため普段は低燃費モード。
誕生日は1999年2月3日。
身長176cm、体重58kg。
藍
CV - 阿部敦
パフォーマー
元気な悪ガキNO.1。誰にでも遠慮なく話しかける元気いっぱいの明るい悪ガキ。暴力スイッチが入ってしまうと笑顔のまま相手をぶちのめす。
誕生日は2001年7月13日。
身長171cm、体重63kg。
金剛
CV - 田所陽向
パフォーマー
料理人、元レスラー。いかつい外見だが実はおおらかで懐が広い。平和主義者である一方戦う時は極めて冷静。
誕生日は1988年9月25日。
身長188cm、体重84kg。
ヒナタ
CV - 山下大輝
パフォーマー
岩水が連れてきた、ヒップホップ好きの溜まり場キッズ。図々しいほどの愛嬌で、人の懐に入るのが上手い。
誕生日は2005年8月13日。
身長165cm、体重46kg。

### Team C
モクレン
CV - 斎賀みつき
パフォーマー
ナチュラルボーンダンサー。踊るために生きておりダンス以外に興味がない。背後に立った相手には強烈な一撃を与える。
誕生日は1997年2月9日。
身長178cm、体重57kg。
クー
CV - 小林ゆう
パフォーマー
美人すぎるハイヒール男子。モデル、ドラァグクイーンを経由してスターレスへ。ハイヒールがトレードマーク。モクレンとは昔馴染み。
誕生日は1999年6月23日。
身長183cm、体重60kg。
柘榴
CV - 白井悠介
Singer - しゃけみー
シンガー
憎めない天邪鬼。いつも笑っているが底知れないところがある。口が達者で仰々しい物言いをし道化を演じる自分を楽しんでいる。
誕生日は1995年5月27日。
身長172cm、体重不明。
玻璃
CV - 株元英彰
パフォーマー
ハイスペックルーキー。容姿端麗、成績優秀で運動神経も抜群な金持ちの息子。どんなことでも器用にこなすが詰めが甘いところがある。
誕生日は2000年8月28日。
身長178cm、体重60kg。
カスミ
CV - 平川大輔
パフォーマー
モブ・オブ・ザ・モブ。影の薄いモブ系会社員。気配すら感じさせないので声をかけた相手を驚かせてしまうこともしばしば。
誕生日は1990年2月28日。
身長176cm、体重62kg。
青桐
CV - 八代拓
singer - SHIN
パフォーマー
デザイナー志望としてスターレスにやってきた。どんな無理難題でも応える。
誕生日は1997年5月21日。
身長180cm、体重72kg。

### その他の人物
羽瀬山
CV - 福田賢二
Singer - 松岡充(SOPHIA)
オーナー
「その筋」。スターレスの新オーナー。しかし店自体に興味はなくより稼げるホストクラブにしようと企てている。
誕生日は1976年1月1日。
身長176cm、体重75kg。
運営
CV/Singer - 太田将熙
スタッフ
圧倒的やられ役の下っ端スタッフ。スターレスの内勤スタッフ。一人しかいないからと運営と呼ばれることに。気が弱いが常に前向き。
誕生日は1998年7月4日。
身長165cm、体重58kg。
三樹明人・小春
CV - 不明
旧スターレスで脚本を書き、演出を行っていた夫妻。現在何者かに追われ行方不明だが、新作の脚本は届くため無事だと思われる。
誕生日、身長、体重不明。
岩水耕一
CV - 川原慶久
元オーナー
失踪していたスターレスの元オーナー。行動や経歴など謎の多い男性。現オーナーの羽瀬山とは敵対関係の様子。
誕生日は1974年9月13日。
身長185cm、体重不明。
ギィのマスター
CV - 立花慎之介
ギィがマスターと呼ぶ人物。武闘に優れていることは確かだが、それ以外については謎に包まれている。
誕生日、身長、体重不明。

## スタッフ
（出典：）
- プロデューサー - 安藤武博
- ディレクター - 塚口綾子
- キャラクターデザイン - YSK

## 書籍
オフィシャルファンブック
『ブラックスター -Theater Starless- Official Fan Book』
KADOKAWAより2020年3月11日発売、ISBN 978-4-04-733467-0 

## 映像
|     | 発売日        | タイトル                                      | 規格品番  | 収録                                                         | 備考            |
| --- | ------------- | --------------------------------------------- | --------- | ------------------------------------------------------------ | --------------- |
| 1st | 2021年7月27日 | BLACK LIVE ＜通常盤＞DVD                      | DN-151916 | ライブ本編                                                   |                 |
| 1st | 2021年7月27日 | BLACK LIVE ＜通常盤＞Blu-ray                  | DN-151915 | ライブ本編                                                   | オリコン最高1位 |
| 1st | 2021年7月27日 | BLACK LIVE ＜初回限定盤＞Blu-ray              | DN-151914 | ライブ本編、特典メイキング映像、ブックレット、アクリルボード |                 |
| 2nd | 2022年9月27日 | BLACK LIVE Ⅱ ＜通常盤＞DVD                    | DN-152650 | ライブ本編                                                   |                 |
| 2nd | 2022年9月27日 | BLACK LIVE Ⅱ ＜通常盤＞Blu-ray                | DN-152649 | ライブ本編                                                   | オリコン最高1位 |
| 2nd | 2022年9月27日 | BLACK LIVE Ⅱ BLACK Ver. ＜初回限定盤＞Blu-ray | DN-152647 | ライブ本編、特典映像、フォトブック                           |                 |
| 2nd | 2022年9月27日 | BLACK LIVE Ⅱ STAR Ver. ＜初回限定盤＞Blu-ray  | DN-152648 | ライブ本編、特典映像、フォトブック                           |                 |

## ライブ・イベント
- 2021年01月04日 - アトラクションフェスタ

「BLACKSTAR -Theater Starless-スペシャルステージ」
- 2021年02月28日 - BLACKSTAR -Theater Starless- 1st LIVE「BLACK LIVE」（KT Zepp Yokohama）
- 2021年05月29日 - BLACKSTAR -Theater Starless- 2ndアルバム「BLACK STAR Ⅱ」発売記念リリースイベント&オンライン配信
- 2021年06月06日 - BLACKSTAR -Theater Starless- 2ndアルバム「BLACK STAR Ⅱ」発売記念イベント プライベートパーティー
- BLACKSTAR -Theater Starless- LIVE TOUR「BLACK TOUR」

2021年07月31日 - 福岡 DRUM LOGOS

2021年08月09日 - 大阪 松下IMPホール

2021年08月14日 - 京都 KBSホール

2021年08月21日 - 仙台 SENDAI GIGS 

2021年08月29日 - 名古屋 CLUB QUATTRO

- BLACKSTAR -Theater Starless-「BLACK HALLOWEEN」（渋谷WOMB）

2021年10月29日 - K Music Night 

2021年10月30日 - HIPHOP Night 

2021年11月05日 - J Music Night 

2021年11月06日 - Wild Chart Night 

- 2022年01月06日、07日 - BLACKSTAR -Theater Starless- 2nd LIVE「BLACK LIVE Ⅱ」（KT Zepp Yokohama）
- 2022年03月26日、27日 - BLACKSTAR -Theater Starless-「BLACK FESTIVAL」（立川ステージガーデン）
- BLACKSTAR -Theater Starless- LIVE TOUR「BLACK TOUR2022」

2022年05月03日 - Zepp Haneda

2022年05月13日、14日 - Zepp OSAKA Bayside

2022年05月21日 - KT Zepp Yokohama

2022年06月10日 - Zepp Fukuoka

2022年06月25日 - Zepp Nagoya

2022年06月26日 - Zepp Haneda

- 2022年09月25日 - BLACKSTAR -Theater Starless-「3rd Anniversary Party」（クラブeX 品川プリンスホテル）
- 2022年11月05日、06日 - アニメイトガールズフェスティバル2022 BLACKSTAR -Theater Starless- スペシャルステージ（池袋サンシャインシティ噴水広場）
- 2023年01月07日、08日 - BLACKSTAR -Theater Starless- 3rd LIVE「BLACK LIVE Ⅲ」（KT Zepp Yokohama）
- BLACKSTAR -Theater Starless- LIVE TOUR「BLACK TOUR2023」

2023年07月01日 - 愛知 Zepp Nagoya

2023年07月09日 - 東京 恵比寿ザ・ガーデンホール

2023年07月16日 - 福岡 DRUM LOGOS

2023年07月30日 - 大阪 松下IMPホール

2023年08月06日 - 札幌 Sound lab mole

2023年08月12日 - 東京 豊洲PIT